# Mamelia velox
Mamelia velox là một loài tò vò trong họ Ichneumonidae.